# Vasili Sjoeksjin

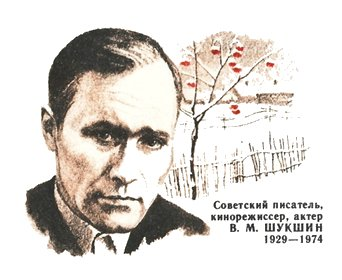

Vasili Makarovitsj Sjoeksjin (Russisch: Василий Макарович Шукшин) (Srostki (Kraj Altaj), 25 juli 1929 - Kletskaja (stanitsa in oblast Volgograd), 2 oktober 1974) was een Russisch acteur, filmregisseur en schrijver van vooral korte verhalen.

## Filmregisseur
Sjoeksjin was een bekende figuur in de Russische filmwereld; hij was zowel acteur, scenarioschrijver als regisseur. Voor zijn scenario "Kijk eens wat een kerel" (1964) kreeg Sjoeksjin de Gouden Leeuw op het filmfestival van Venetië.

## Literair werk
De meeste bekendheid heeft Sjoeksjin echter te danken aan zijn meer dan honderd verhalen over algemeen-menselijke, existentiële problemen, waarin het sociale aspect op de achtergrond treedt. Centraal in zijn verhalen staan de boer en de plattelandsmens die naar de stad trekt (en die de stedelijke beschaving ervaart als iets vervreemdends). De mens is op zoek naar zijn vrijheid, geen politieke vrijheid, maar de vrijheid om zichzelf te zijn, zich te kunnen laten gaan in een droomwereld van sprookjes en poëzie. Zijn hoofdpersonen zijn bijna altijd zonderlingen, op zoek naar het geluk dat ze niet vinden, eenzaam en melancholisch. Wodka is een onmisbare accessoire in zijn verhalen: het verlicht de pijn. Grootste hinderpaal op weg naar het geluk is de vrouw in de rol van echtgenote. Verder denkt Sjoeksjin vaak na over de zin van het leven en over God.
Sjoeksjin schrijft in een levende taal met veel dialoog en veel stukken in gekleurde Russische volkstaal.
Een kleine selectie van zijn verhalen verscheen in Nederland in de reeks Russische Miniaturen, samen met werk van onder andere Joeri Kazakov. In 2009 verscheen werk van hem in de bundel Moderne Russische verhalen.